# Go-Fushimi
Go-Fushimi (後伏見天皇, Go-Fushimi-tennō, 5 de abril de 1288 - 17 de maio de 1336) foi o 93º imperador do Japão, na lista tradicional de sucessão.

## Vida
Antes de sua ascensão ao Trono do Crisântemo seu nome pessoal era Tanehito. Era o filho mais velho do Imperador Fushimi. Eles pertenciam ao ramo Jimyōin-in da Família Imperial. Sua mãe foi Tōin Kiko.
Tanehito foi nomeado príncipe herdeiro em 1289.  Em 1298 no 11º ano do reinado de Fushimi, este abdicou em favor de seu filho que se tornou o Imperador Go-Fushimi. Go-Fushimi reinou de 1298 a 1301. 
Em 1301 Go-Fushimi abdica, devido a disputa com o ramo Daikakuji-in da Família Real, em favor de Go-Nijo
Em 1308 seu irmão mais novo torna-se o Imperador Hanazono, e em 1313 após seu pai Fushimi fazer tonsura e se tornar um monge budista, Go-Fushimi adota Hanazono e se torna Imperador em Clausura até 1318.
Durante o reinado de Hanazono, as negociações entre o xogunato e as duas linhagens reais resultou em um acordo para alternar o trono entre os dois ramos a cada 10 anos (o acordo Bumpo). Este acordo não durou muito tempo, uma vez que foi quebrado pelo Imperador Go-Daigo .
O Imperador Go-Fushimi morreu em 1336.  Ele é tradicionalmente venerado em um memorial no santuário xintoísta em Fushimi (Quioto). A Agência da Casa Imperial designa este local como Fukakusa no Kita no misasagi o mesmo onde se encontra o mausoléu de seu pai.

## Daijō-kan
- Sesshō, Takatsukasa Kanetada, 1298
- Sesshō, Nijō Kanemoto, 1298 - 1300
- Kanpaku, Nijō Kanemoto, 1300 - 1305
- Daijō Daijin, Tōin Kinmori, 1299
- Daijō Daijin, Nijō Kanemoto, 1299 - 1300
- Daijō Daijin, Tsuchimikado Sadazane, 1301
- Sadaijin, Nijō Kanemoto, 1297 - 1298
- Sadaijin, Kujō Moronori, 1299 - 1301
- Udaijin, Kujō Moronori, 1298 - 1299
- Udaijin, Saionji Kinhira, 1299 - 1300
- Udaijin, Tokudaiji Kimitaka, 1300 - 1301
- Naidaijin, Kuga Michio, 1298 - 1298
- Naidaijin, Saionji Kinhira, 1298 - 1299
- Naidaijin, Takatsukasa Fuyuhira, 1299 - 1301